# Glaciar Sperry

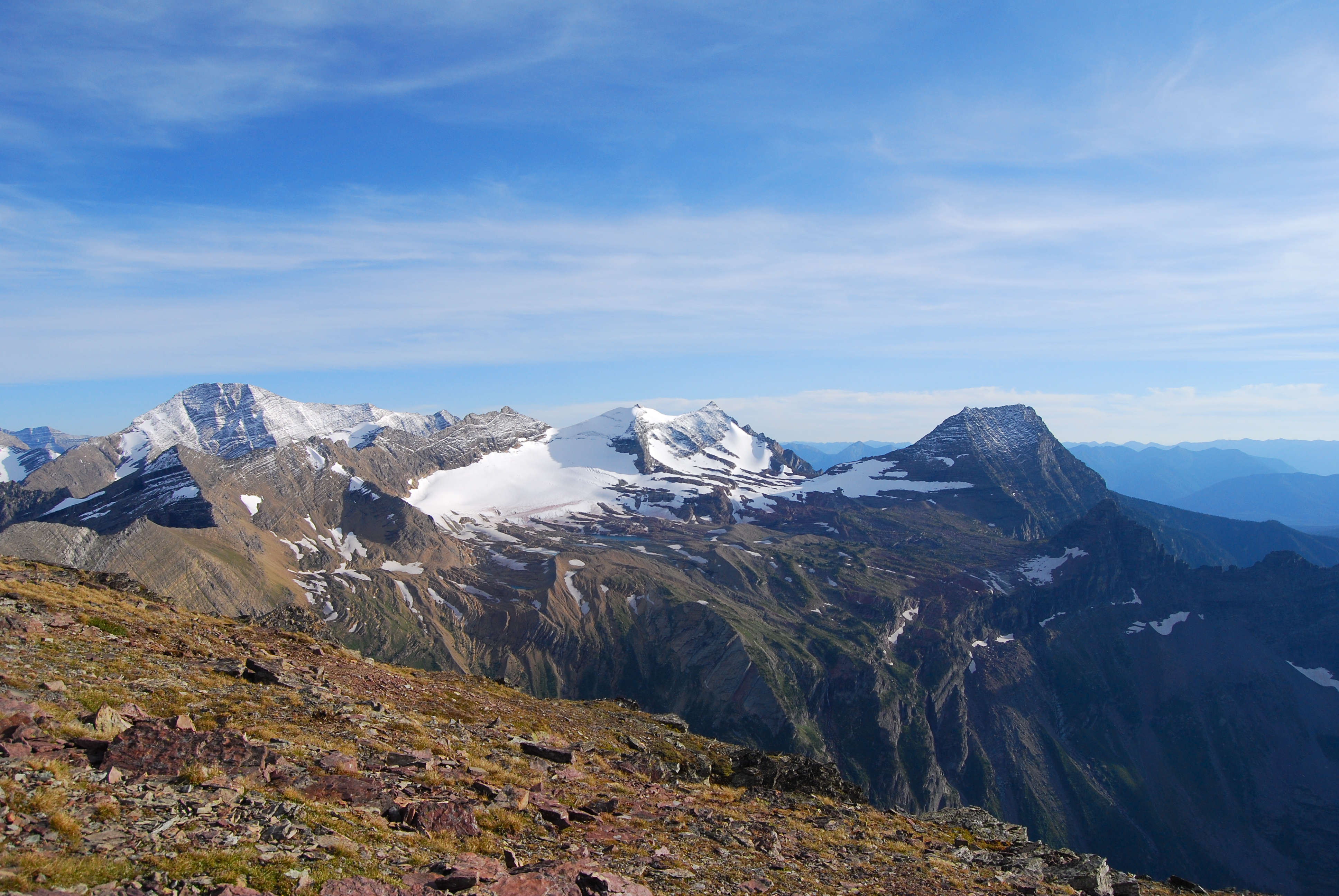
El glaciar Sperry desde la cima del monte Bearhat

El glaciar Sperry se localiza en el Parque nacional de los Glaciares, en el Estado de Montana. Este glaciar está situado al norte, en las colinas de Gunsight Mountain, al oeste de la Divisoria Continental. Aunque muchas características geológicas del Parque nacional Glacier se formaron durante el período más largo de la glaciación final, con más de 10 milenios, este glaciar, al igual que todos los glaciares en el parque hoy en día, es un producto de la reciente Pequeña Edad de Hielo: período de temperaturas más bajas promedio a partir de aproximadamente el siglo XIII y finalizando, a mediados del siglo 19.
Habiendo sido una vez, uno de los mayores glaciares del parque, el área superficial del glaciar Sperry retrocedió un 75 % desde mediados del siglo XIX. Las mediciones de 2005, del área del glaciar resultó en una superficie estimada de 0,87 km², donde el glaciar se estima que cubrió un área de 3,8 km² al final de la pequeña edad de hielo, en el siglo XIX. El glaciar perdió casi el 35 % de su superficie entre 1966 y 2005.
El glaciar fue nombrado en honor de Lyman B. Sperry, un profesor de la Oberlin College, quien en 1895 fue parte de una exploración de la región donde se localiza el glaciar. 
Como algunos de los glaciares del parque, Sperry dejó de retroceder significativamente, aunque deja muchas características de menor importancia, morrenas incluyendo arroyos y lagos de color lechoso de granza glacial. A diferencia de los más famosos, como el glaciar Grinnell, Sperry está muy por encima de los lagos de donde se alimenta, por lo que no forma icebergs.

## Visitas al glaciar
Los excursionistas podrían desear pasar la noche en, en Sperry Chalet o de su campamento (se requiere un permiso) antes de la caminata al Sperry. A pesar de que está a 11 km ida y vuelta desde el Chalet (alrededor de ocho desde el campamento), es un elevado a pie, con un ascenso de 490 m en justo 4 km. Invisible de las laderas rocosas a continuación, una serie de verde glacial de circos con flujos de goteo y cascadas y lagos de aguas cristalinas que reflejan los campos de nieve y cumbres de las montañas lleva a una escalera de piedra empinadas y estrechas cortadas en la cresta de piedra del paso de Comeau. La vista desde la parte superior de los pasos es muy panorámica; acompañando al monte Brown, Edwards, y el Pequeño Matterhorn.
Hasta el mismo glaciar, es preciso atravesar amplios campos de nieve, glaciares y coloridas morrenas. Siguiendo las cairns rocosas y otros marcadores de pista se asegurará el mejor camino y rutas más fáciles. Hay guardabosques disponibles, a partir del chalet.
Para caminantea más aventureros, el glaciar y el área circundante conocida como Floral Park, se puede llegar a través de una excursión de un día, a partir de Logan Pass. La ruta lleva al caminante a lo largo de todo el borde occidental del Lago Escondido, antes de subir hacia arriba y cruzar el extremo occidental de la Cola del Dragón. A partir de ahí, la ruta desciende en Floral Park, y tras una travesía a través de la parte inferior del glaciar, el caminante puede salir de la zona a través del paso Comeau y puede descender hasta la carretera Going-to-the-Sun, cerca del Lago McDonald. La ruta es de aproximadamente de 32 km y es bastante agotador.